# Trochalus kigonseranus
Trochalus kigonseranus är en skalbaggsart som beskrevs av Moser 1919. Trochalus kigonseranus ingår i släktet Trochalus och familjen Melolonthidae. Inga underarter finns listade i Catalogue of Life.